# La Chapelle-Thémer
La Chapelle-Thémer è un comune francese di 356 abitanti situato nel dipartimento della Vandea nella regione dei Paesi della Loira.

## Società

### Evoluzione demografica
Abitanti censiti